# Rejon Nadeżda
Rejon Nadeżda (bułg.: Район Надежда) – rejon w obwodzie miejskim Sofii, w Bułgarii. Populacja wynosi 73 793 mieszkańców (2023).